# Vinko Kastelic
Vinko Kastelic, slovenski duhovnik, mučenec in Božji služabnik, * 18. december 1914, Klečet, † 1. julij 1942, Ržišče na Gorjancih.

## Življenje in delo
Vinko Kastelic se je rodil v siromašni kmečki družini v vasi Klečet pri Žužemberku.  Klasično gimnazijo je obiskoval v Škofovih zavodih v Šentvidu nad Ljubljano in tam maturiral. Kot pred njim njegova starejša brata duhovnika, se je po maturi vpisal v Ljubljansko semenišče. Kot dijak in semeniščnik je zbiral knjige za svojo knjižnico, se udejstvoval v glasbi in petju, bil pa je tudi talent za učenje jezikov in se je med drugim učil španščine. Po novi maši je še eno leto nadaljeval bogoslovne študije, avgusta 1941 pa je bil postavljen za kaplana v župnijo Šentjernej na Dolenjskem.

## Delo v Šentjerneju in Katoliška akcija
Kastelic se je živahno vključil v župnijsko delo v Šentjerneju, ki se je takrat že nahajal pod vojaško okupacijo fašistične Kraljevine Italije. Med ljudmi je postal znan kot dober in goreč pridigar, zaupanja vreden duhovni voditelj ter verski učitelj mladine. Prevzel je tudi skrb nad komaj ustanovljeno šentjernejsko Katoliško akcijo kmečkih fantov.
šentjernejske doline naj bi se partizanskemu gibanju pridružili kmalu po novem letu 1942. Sprva je večina prebivalstva aktivnost lokalnih partizanov, ki so takrat na svojih kapah nosili le slovenske trobojnice brez rdeče zvezde, skoraj soglasno odobravala. Kmalu spomladi leta 1942 pa so začele tudi v Šentjernej prihajati prve informacije o številnih umorih uglednih katolikov v Ljubljani in ostalih krajih Ljubljanske pokrajine, ki jih je zakrivila Osvobodilna fronta (OF). Po nedokazanih trditvah pripadnikov meščanskega tabora je  so Italijani marca 1942 v internacijo v Gonars odpeljali veliko večino predvojnih častnikov jugoslovanske vojske in bivših žandarjev zaradi javnih vpoklicov OF.
Pod vtisom vesti o številnih umorih s strani OF je Vinko Kastelic svojo slutnjo prihajajočih dogodkov podal v dnevniškem zapisu z dne 29. marca 1942, dobre tri mesece pred smrtjo:
Rad bi dal svoje mlado življenje v spravo, da bi tako olajšal in skrajšal trpljenje drugih, tako nedolžnih, kakor tudi krivcev. Nedolžnih, ker niso krivci, krivcev pa zato, da bi se spreobrnili, da bi jih – te Savle – Bog pahnil s konja, ne v svojo in drugih pogubo, ampak v božansko ponižanje: da bi preganjalci božji postali častilci. Vse to sem pripravljen radovoljno sprejeti, da bi tudi sam dobil polnost.
Tudi v šentjernejski dolini so začele kmalu zatem pod sumljivimi obtožbami padati prve civilne žrtve: Janez Zagorc iz Gorenje Stare vasi, Anton Plantan iz Vrha, brata Franc in Jože Kromar iz Roj, mati in hči Marija in Vida Zagorc iz Šentjerneja, občinski tajnik Lojze Šetina, 19-letni Vinko Frankovič in drugi. V okviru Slovenske zaveze pobude o oblikovanju nekomunističnega, odpora proti okupatorju. V maju 1942 je bila tako ustanovljena skupina takoimenovane »nacionalne ilegale«, po lastnih trditvah zamišljene kot veje legitimne odporniške Jugoslovanske vojske v domovini, ki je s svojo aktivnostjo začela – vzporedno s partizani – na nedostopnih Gorjancih. Njene enote so takoj dobile navodila, da se do Italijanov vedejo defenzivno, iz italijanskih poročil divizije Isonzo pa je razvidno tudi, da je preko enega izmed glavnih organizatorjev nacionalne ilegalec na območju Dolenjske kaplana Wolganga prišlo do sporazuma o vojaškem sodelovanju. Mobilizacija za vstop v enote t.i. nacionalne ilegalec, ki so jo organizirali predvsem lokalni duhovniki in kaplani je potekala v več krajih Dolenjske, vendar je bil odziv neznaten, po besedah kaplana Babnika zaradi neodločnosti in strahopetnosti ljudstva. Kaplana Kastelica so kasneje partizani dolžili novačenja šentjernejskih fantov za to enoto ter skrivanja orožja zanjo. Te domneve je potrjuje prestreženo pismo kaplana Nandeta Babnika kaplanu Kastelicu, v katerem ga graja zaradi neuspeha mobilizacije. Kasneje je domneve o novačenju in skrivanju orožja med zaslišanjem s priznanjem potrdil tudi sam Kastelic, partizani pa so tudi našli skrito orožje na Mokrem polju.

## Ugrabitev Jožeta Luzarja, Toneta Krhina in Janeza Guština
Konec junija 1942 so partizani ugrabili 3 člane Katoliške akcije iz šentjernejske doline: Janeza Guština, 21, iz Gorenjega Mokrega Polja, Jožeta Luzarja, 33, iz Dolenjega Maharovca, in Toneta Krhina, 29, iz Dolenjega Gradišča pri Šentjerneju. Pod izmišljenimi obtožbami ovaduštva so jih več dni mučili in zasliševali. Guštinov oče je preko znanca partizana skušal izvedeti, ali je njegov sin še živ, in dobil odgovor: »Je še živ, a je tako razbit, da takega ne bodo dali nazaj.«
Guštinov oče se je obrnil na znanega partizana Vinka Paderšiča - Batreja, ki je bil Jožetov gimnazijski sošolec. Paderšič je najprej obljubil pomoč, kmalu pa sporočil, da je prišel prepozno. Menda je kasneje tudi on sam imel težave.
Kot njihov duhovni voditelj se je kaplan Kastelic čutil osebno odgovornega za usodo treh fantov in se skušal izpogajati za njihovo izpustitev. V svojem dnevniku nekaj dni pred smrtjo je zapisal:
Gospod moj, kaj ne veš, kaj sem ti ponudil? Zakaj jih mučiš toliko, ko sem jaz na razpolago? Prosim te, rotim te, prizanesi ljudem, mene udari, če že mora satan tolči po nas.

## Zaslišanje in justifikacija
Kastelicu je četniški kapetan Janko Debeljak 23. maja 1942 naročil takojšnjo mobilizacijo lokalnih fantov v Slovensko legijo, vendar ta pri tem ni bil uspešen. 20. junija je kaplan Nande Babnik po kurirki Pepci Rus poslal Kastelicu pismo z grajo zaradi dveh neuspelih pozivov za rekrutacijo in mu naročil, naj pripravi orožje na Dolenjem Mokrem Polju. Pismo je prišlo v roke partizanom, ki so ukazali njegovo aretacijo. Zajeli so ga 27. junija 1942, ko je odšel iz Šentjerneja v bližnje Šmarje poučevat verouk. V svoji sobi je pustil oporoko. Uklenjenega so odvedli v Gorjance, kjer je zaslišanje pred partizanskim vojaškim sodiščem vodil Franc Pirkovič. Po poročilu ljubljanskega tiska so ga tudi mučili.
5.) Kdo ima orožje?

Špiler iz Dol. Vrhpolja ima municijo in tri puške, karabinke. V potoku nasproti mlina je ena puška. Hudoklin na Dobravi ima puškomitraljez. Na cerkvi v Št. Jerneju je za tretjim tramom ena karabinka. Vide na Žvabovem ima eno karabinko. [...]

14.) Kakšne direktive vam je dal Kek?

Dal mi je sledeče direktive: »Zbirajte dobre katoliške fante, take, ki so že odslužili vojake, ne pa prestare [...] in poizvedujte za orožjem in ga dobro shranite.«
(Iz zapisnika zaslišanja 30. junija 1942)

Spoznali so ga krivega belogardističnega delovanja, obsodili na smrt in justificirali 30. junija 1942.
3. julija so eksekutirali tudi vse tri njegove sodelavce, za katerih rešitev je poskušal posredovati. Pri izkopu trupel, ki ga je vaška straža izvršila 1. novembra 1942, so na Kasteličevi lobanji odkrili tri rane, iz katerih so sklepali, da je bil ubit s krampom. Zakopan je bil pri Velikih Vodenicah, brez obleke in brez čevljev, okoli vratu pa je imel duhovniški kolar. Posmrtne ostanke žrtev so domačini pokopali na pokopališču v Šentjerneju. Po osvoboditvi oblast njihovih grobov ni dovolila oskrbovati.

## ici
1. 1 2 3 4  Franček Saje, Belogardizem, 1952, str. 287-288
2. ↑  Franček Saje, Belogardizem, 1952, Priloga XIII.
3. 1 2  Palme mučeništva, Mohorjeva družba, Celje 1994.
4. 1 2 3  Janko Maček, Kaplan Vinko Kastelic in Katoliška akcija, Zaveza, št. 29.
5. ↑  Ivo Pirkovič, Svobodna republika pod Gorjanci, 1982.
6. ↑  Obletnica smrti kaplana g. Vinkota Kastelica; v: Slovenec, 1943.
7. ↑  Zagrizeni sovražniki vere in naroda; v: Slovenec, Ljubljana, 1942.
8. ↑  Maček, Janko (1998). »Dvojna vloga začetnih komunističnih zločinov«. Revija NSZ.
9. ↑  Franček Saje, Belogardizem, 1952, stran 268,
10. ↑  Janko Maček, Kako se je začelo Arhivirano 2018-03-03 na Wayback Machine., Nova slovenska zaveza, številka 98.
11. ↑  Nova poročila o komunističnih zločinih: »Osvobodilci« so umorili še tri duhovnike; v: Slovenski dom, 5. september 1942.
12. ↑  Pust, Anton (1994). Palme mučeništva. Celje: Mohorjeva družba. str. 57. ISBN 961-218-043-1.